# Odontamblyopus
Az Odontamblyopus a csontos halak (Osteichthyes) főosztályának a sugarasúszójú halak (Actinopterygii) osztályába, ezen belül a sügéralakúak (Perciformes) rendjébe, a gébfélék (Gobiidae) családjába és az Amblyopinae alcsaládjába tartozó nem.

## Előfordulásuk
Az Odontamblyopus-fajok előfordulási területei a Csendes-óceán északnyugati és nyugati térsége, valamint az Indiai-óceán északi és keleti része. A következő országokban találhatók meg: India, Japán, Kína, Kínai Köztársaság, a Koreai-félsziget, Mianmar, Pakisztán és Vietnám. Mindenütt a partmenti vizekben élnek.

## Megjelenésük
E halak hossza fajtól függően 12,8-30 centiméter között van. Többségük mellúszóinak sugarai szabadok és selymesek. Pikkelyeik a fejbe és a testbe be vannak ágyazodva. Szemeik kezdetlegesek, és bőr fedi őket. Alsó ajkuk alatt, néhány rövid tapogatószál látható.

## Életmódjuk
Szubtrópusi és trópusi halfajok, amelyek egyaránt megélnek a sós- és brakkvízben is; az édevizet kerülik. A homokba és iszapba fúrt lyukakban élnek. Táplálékuk kagylók, rákok, fejlábúak és kisebb halak.

## Szaporodásuk
Szaporodási szokásaik eddig még ismeretlenek.

## Rendszerezés
A nembe az alábbi 5 faj tartozik:
- Odontamblyopus lacepedii (Temminck & Schlegel, 1845)
- Odontamblyopus rebecca Murdy & Shibukawa, 2003
- Odontamblyopus roseus (Valenciennes, 1837)
- Odontamblyopus rubicundus (Hamilton, 1822) - típusfaj
- Odontamblyopus tenuis (Day, 1876)